# Casa de la Santa Familia
La Casa de la Santa Familia fue una institución benéfica de la ciudad española de Pamplona.

## Descripción
La institución, sita en la calle de la Dormitalería, la dirigían religiosas de la Compañía de las Hijas de la Caridad de San Vicente de Paúl. En la Guía del viajero en Pamplona (1904) de Fernando de Alvarado, se describe con las siguientes palabras:

Está situado junto al atrio de la Catedral, en la calle de Dormitalería, en la antigua casa Prioral, bajo la dirección de las Hermanas de San Vicente de Paul. Su instituto es recoger y educar á jóvenes huérfanas y desamparadas, que después salén á ser criadas de las casas. También hay en esta casa un colegio de niños párvulos á cargo de las mismas Hermanas de la Caridad.
(Alvarado, 1904, pp. 72-73)